# Executive Airlines
Executive Airlines était une compagnie aérienne régionale américaine. Elle exploitait des vols en ATR 72-200 pour American Eagle. Elle a cessé ses activités en 2013.